# Patrick Diaiké
Patrick Diaiké (25 de mayo de 1980 en Numea) es un exfutbolista neocaledonio que jugaba como delantero.

## Carrera
Debutó en 2006 jugando para el Mont-Dore. En 2012 pasó al Gaïtcha y en 2016 al Magenta, donde se retiraría.

### Clubes
| Club         | País            | Año         |
| ------------ | --------------- | ----------- |
| AS Mont-Dore | Nueva Caledonia | 2006 - 2012 |
| FCN Gaïtcha  | Nueva Caledonia | 2012 - 2016 |
| AS Magenta   | Nueva Caledonia | 2016        |

### Selección nacional
Disputó 15 encuentros y convirtió un gol con la selección de Nueva Caledonia. Ganó la medalla de oro en los Juegos del Pacífico Sur 2007 y disputó la Copa de las Naciones de la OFC 2008.